# Liste der größten Gebäude
Diese Seite listet die größten Gebäude der Welt nach Nutzfläche bzw. nach Volumen auf.

## Nach Nutzfläche
Die Definition der Nutzfläche ist allerdings nur für Wohn-, Hotel-, Büro- und Handelsgebäude einigermaßen klar definiert. Für industrielle Bauten sind die allgemeinen Definitionen widersprüchlich, da z. B. Verkehrsflächen nicht der Nutzfläche zugerechnet werden sollen, wohl aber alle Flächen, die dem Nutzungszweck des Gebäudes entsprechen. Dies ist bei industriellen Gebäuden meist kaum zu trennen, zudem bestehen sie oft aus großen Hallen, deren Flächen variabel genutzt werden. Da die zugänglichen Angaben zu den gelisteten Gebäuden ohnehin eher die Netto-Grundfläche als Nutzfläche angeben, soll diese hier als erweiterte Definition der Nutzfläche betrachtet werden.
| Nutzfläche (m²) | Name                                                         | Staat/Stadt                          | Typ                          | Baujahr   |
| --------------- | ------------------------------------------------------------ | ------------------------------------ | ---------------------------- | --------- |
| 1.760.000       | New Century Global Center                                    | Volksrepublik China, Chengdu         | Konsumkomplex                | 2013      |
| 1.575.000       | Mecca Royal Clock Tower Hotel                                | Saudi-Arabien, Mekka                 | Hotel                        | 2012      |
| 1.500.000       | Flughafen Dubai (Terminal 3)                                 | Vereinigte Arabische Emirate, Dubai  | Flughafenterminal            | 2008      |
| 1.400.000       | Flughafen Istanbul (Hauptterminal)                           | Türkei, Istanbul                     | Flughafenterminal            | 2018      |
| 1.024.000       | CentralWorld                                                 | Thailand, Bangkok                    | Einkaufszentrum              | 2006      |
| 990.000         | FloraHolland                                                 | Niederlande, Aalsmeer                | Großmarkt                    | 1972      |
| 986.000         | Flughafen Peking (Terminal 3)                                | Volksrepublik China, Peking          | Flughafenterminal            | 2007      |
| 980.000         | The Venetian Macao                                           | Macau                                | Hotel                        | 2007      |
| 864.000         | Asia Terminals Ltd Logistics Centre                          | Hongkong                             | Frachtzentrum                |           |
| 810.000         | Internationaler König-Abd-al-Aziz-Flughafen (New Terminal 1) | Saudi-Arabien. Dschidda              | Flughafenterminal            | 2019      |
| 700.000         | Berjaya Times Square                                         | Malaysia, Kuala Lumpur               | Einkaufszentrum              | 2003      |
| 700.000         | Flughafen Peking-Daxing (Terminal)                           | Volksrepublik China, Peking          | Flughafenterminal            | 2019      |
| 660.000         | Surat Diamanten-Börse                                        | Indien, Surat                        | Bürogebäude                  | 2023      |
| 610.000         | Pentagon                                                     | Vereinigte Staaten, Arlington County | Bürogebäude                  | 1943      |
| 581.400         | Marina Bay Sands                                             | Singapur                             | Resort                       | 2010      |
| 579.000         | Keangnam Hanoi Landmark Tower                                | Vietnam, Hanoi                       | Bürogebäude                  | 2012      |
| 564.000         | Hong Kong International Airport                              | Hongkong                             | Flughafenterminal            | 1998      |
| 563.000         | Flughafen Bangkok-Suvarnabhumi                               | Thailand, Bangkok                    | Flughafenterminal            | 2005      |
| 550.000         | ATL Logistics Centre Centre B                                | Hongkong                             | Frachtzentrum                |           |
| 548.000         | Flughafen Mexiko-Stadt (Terminal 1)                          | Mexiko, Mexiko-Stadt                 | Flughafenterminal            |           |
| 533.000         | Warren G. Magnuson Health Sciences Building                  | Vereinigte Staaten, Seattle          | Universitätsgebäude          | 1970      |
| 427.000         | Zhongguo Zun                                                 | Volksrepublik China, Peking          | Gebäude mit Mischnutzung     | 2018      |
| 418.000         | Willis Tower                                                 | Vereinigte Staaten, Chicago          | Bürogebäude                  | 1974      |
| 398.000         | Chow Tai Fook Centre                                         | Volksrepublik China, Guangzhou       | Gebäude mit Mischnutzung     | 2016      |
| 398.000         | Boeing Everett Factory                                       | Vereinigte Staaten, Washington       | Fabrik                       | 1967      |
| 365.000         | Palast des Parlamentes                                       | Rumänien, Bukarest                   | Regierungsgebäude            | 1989      |
| 356.800         | al-Masdschid al-Harām                                        | Saudi-Arabien, Mekka                 | Moschee                      | ab 630    |
| 307.000         | Flughafengebäude Tempelhof                                   | Deutschland, Berlin                  | ehemaliges Flughafenterminal | 1936–1941 |

## Nach Volumen
Mit 20.000.000 Kubikmetern weist das in Chengdu, China, stehende New Century Global Center das größte Volumen aller Bauwerke der Welt auf. Das Gebäude verfügt jedoch nicht über den größten Innenraum der Welt, da die 20.000.000 Kubikmeter auf viele Räume aufgeteilt sind. Den größten Innenraum der Welt hat die Cargolifter-Luftschiffhalle.